# Ikarus hadművelet
Az Ikarus hadművelet (németül: Unternehmen Ikarus) egy második világháborús német terv fedőneve volt, amely Izland szigetének elfoglalására irányult.

## Első meggondolások
1939. február végén, március elején a Kriegsmarine (német haditengerészet) hadijátékot rendezett, ahol az ellenség szerepét az angolok és franciák töltötték be. A gyakorlat során felmerült egy váratlan, háborút kirobbantó tengeri Wehrmacht hadművelet ötlete, amiben egy partraszállás lehetséges célpontjaként egy Atlanti-óceánon fekvő tengeri támaszpont megszerzésének lehetőségét mérlegelték („egy szigetét, mint például a stratégiailag kedvező helyen fekvő Izland”).
A hadijáték záró megbeszélésén – ami a Luftwaffe és a hadsereg tisztjei között zajlott le – egy ilyen vállalkozás sikerét kilátástalannak ítélték meg. Egészen pontosan: „Minden olyan jellegű hadművelet, amely csak az anyaországból tud kiindulni, oly nagy előkészülettel és oly jelentős kiadással járna, hogy egy meglepetésszerű támadás sikere alig várható. Ha egy feszültebb vagy háborús időszakban mégis sor kerülne rá, a hadművelet akkor is alulmaradna azokkal a nehézségekkel szemben, amiket az Északi-tengerről való kijutás okozna. Mivel egy ilyen vállalkozásnál minden esetben nagyobb, így nehézkesebb és operatívan alig mozgatható csapat- és anyagszállításról van szó, ezért ezek a nehézségek összehasonlíthatatlanabbul nagyobbak, mintha különálló csatahajóknak kellene áttörniük az Atlantikumba, és ez még akkor is igaz, ha egy háború kezdeti szakaszában az angol hírszerzés még nincs megfelelően megszervezve.”.
1939. október 11-én, az Angliával és Franciaországgal való hadba lépést követően a német tengeralattjáró flotta parancsnoka, Karl Dönitz a hadinaplójában olyan bejegyzést írt, ami a nyílt vízen lévő tengeralattjáróit ellátó hajóról szól: „Az Ammerland gőzöst utánpótlás-szállító hajóvá alakították át, és tervben van, hogy motorhibás gőzösnek álcázva Izland egy arra alkalmas öblében elrejtve állomásozzon”. 1939. október 13-án az Ammerlandot különleges feladatot végző, tengeralattjáró ellátó hajóként állították szolgálatba Sandhörn néven az izlandi bevetéshez. Izland a semleges Dániához tartozott, és a németek remélték, hogy Dánia semlegességének megsértése árán a tengeralattjáró ellátót Izlandon tudják állomásoztatni, végül azonban nem lett semmi az akcióból.

## A hadművelet
Dánia és Norvégia 1940. áprilisi elfoglalása (Weserübung hadművelet) után Németország stratégiai helyzete Angliával és Franciaországgal szemben jelentősen javult az Északi-tengeren, a haditengerészet vezetésében pedig 1940. május 16-ig „Ikarus hadművelet” fedőnéven kidolgoztak egy tanulmányt Izland elfoglalásáról. A tanulmány vizsgálta, hogyan lehet légi és tengeri támaszpontokhoz jutni a szigeten, és hogyan lehetne onnan az angol és francia tengeri kereskedelmi útvonalakat támadni, ezzel mindkét országot blokád segítségével térde kényszeríteni.
1940. június 20-án, miután a németek a nyugati hadjáratban legyőzték Franciaországot, a Kriegsmarine főparancsnoka, Erich Raeder beszámolt Adolf Hitlernek az Izland megszállásával kapcsolatos tanulmány eredményéről és a foganatosított előkészületekről. Raeder kijelentette, hogy mindehhez a komplett német tengeri flottát be kellene vetni, de a szigetet a Royal Navy (brit királyi haditengerészet) túlerejével szemben végső soron nem tudnák tartani, minthogy a tanulmány „ismételten” (ami előzetes vizsgálatokra utal) az Ikarus „folyamatos utánpótlás-biztosításának lehetetlenségét” hangsúlyozta.

## Politikai fejlemények
A britek Izlandot – semlegességének megsértése árán – már 1940. május 10-én elfoglalták, és 25 000 embert állomásoztattak a szigeten. Hitler számára azonban az Ikarus hadművelet 1940 nyarán már nem volt többé fontos, mert remélte, hogy egy angliai partraszállással – Oroszlánfóka hadművelet, aminek az előkészületei 1940. július 16-án kezdődtek meg –, vagy titkos tárgyalásokon keresztül – amik 1940 szeptemberében közvetítőkön keresztül zajlottak, ám szeptember 19-én a brit kormány titkos, de hivatalos állásfoglalásával Hitler számára elfogadhatatlan feltételekkel (a német csapatok kivonása a megszállt országokból) zárultak – békét tud kötni Angliával. Az Oroszlánfóka hadművelet 1940 szeptemberében-októberében történő végrehajtására Hitler nem adott parancsot, hanem 1940 októberétől a Szovjetunió elleni támadással kezdett el foglalkozni, aminek érdekében 1940. december 18-án a 21. sz. utasításban (Barbarossa hadművelet) elrendelte a támadás előkészületeit. A Szovjetunió 1941-es legyőzősétől azt remélte, hogy végül Anglia is hajlandó lesz a békekötésre.
1941 júliusában az Egyesült Államok átvette a britektől az Izland feletti fennhatóságot, hogy a brit hadsereget tehermentesítse – mindezt az USA hivatalos hadba lépése előtt fél évvel. Az Egyesült Államok második világháborúba való belépésével és haderejének szövetségesek oldalán történő teljes bevetésével a németek vízfelszíni hadműveletei az Atlantikumban még nehezebbekké váltak.

## Utolsó próbálkozás
1942. november 20-án a haditengerészet vezetésének hadinaplója a következőt jegyzi meg: „a Führer parancsba adja Izland szállító-tengeralattjárók segítségével történő lehetséges elfoglalásának vizsgálatát, mivel a szigetet csak amerikai erők őrzik”.
A haditengerészethez intézett ezen megkeresése Hitler realitásérzetének teljes elvesztéséről tanúskodik. Legjobb esetben is arra gondolt, hogy pár száz könnyű fegyverzettel ellátott katonája az ott állomásozó amerikai haderőtől elfoglalja a szigetet, majd azt a várható masszív brit és amerikai ellenintézkedésekkel szemben tartani tudja.
1942. november 26-án a haditengerészet vezetése a következőt válaszolja Hitlernek: „Csak a brandenburgiak szabotázscsapatainak bevetése lehetséges”. A brandenburgiak egy-két szabotázsakcióján túl a németeknek már nem volt többre lehetősége Izlanddal szemben, és a folyamatosan romló általános helyzetük miatt a szigetet érintő katonai meggondolásokat a továbbiakban teljesen kizárták.

## Fordítás
Ez a szócikk részben vagy egészben  az   Unternehmen Ikarus című német Wikipédia-szócikk ezen változatának fordításán alapul.  Az eredeti cikk szerkesztőit annak laptörténete sorolja fel. Ez a jelzés csupán a megfogalmazás eredetét és a szerzői jogokat jelzi, nem szolgál a cikkben szereplő információk forrásmegjelöléseként.